# Oakdale (Minnesota)
Oakdale es una ciudad ubicada en el condado de Washington en el estado estadounidense de Minnesota. En el Censo de 2010 tenía una población de 27378 habitantes y una densidad poblacional de 936,46 personas por km².

## Geografía
Según la Oficina del Censo de los Estados Unidos, Oakdale tiene una superficie total de 29.24 km², de la cual 28.35 km² corresponden a tierra firme y (3.04%) 0.89 km² es agua.

## Demografía
Según el censo de 2010, había 27378 personas residiendo en Oakdale. La densidad de población era de 936,46 hab./km². De los 27378 habitantes, Oakdale estaba compuesto por el 81.43% blancos, el 6.02% eran afroamericanos, el 0.41% eran amerindios, el 8.15% eran asiáticos, el 0.03% eran isleños del Pacífico, el 1.18% eran de otras razas y el 2.78% pertenecían a dos o más razas. Del total de la población el 4.28% eran hispanos o latinos de cualquier raza.